# Galleria Mazzini
La Galleria Giuseppe Mazzini è una galleria commerciale coperta situata nel centro di Genova, in prossimità del Teatro Carlo Felice e di piazza De Ferrari.
Intitolata al patriota Giuseppe Mazzini, corre parallela a via Roma, assieme alla quale fu costruita fra il 1870 e il 1880 sull'esempio dei famosi passages di Parigi e della milanese Galleria Vittorio Emanuele II, cui si ispirò. È uno degli esempi della cosiddetta architettura del ferro.
Meta dello struscio pomeridiano per una veloce pizza o un aperitivo, a marzo e aprile (periodo pasquale) e a dicembre (approssimativamente dal 7 al 24) è sede dal 1926 della Fiera del libro, creata dagli storici bancarellisti Michele Amilcare Tolozzi, Giacomo Bertoni, Italo Muccini, Libera Traverso. Inoltre, ogni quarto mercoledì e giovedì del mese, si svolge la Fiera dell'antiquariato.

## Storia

### Realizzazione e inaugurazione

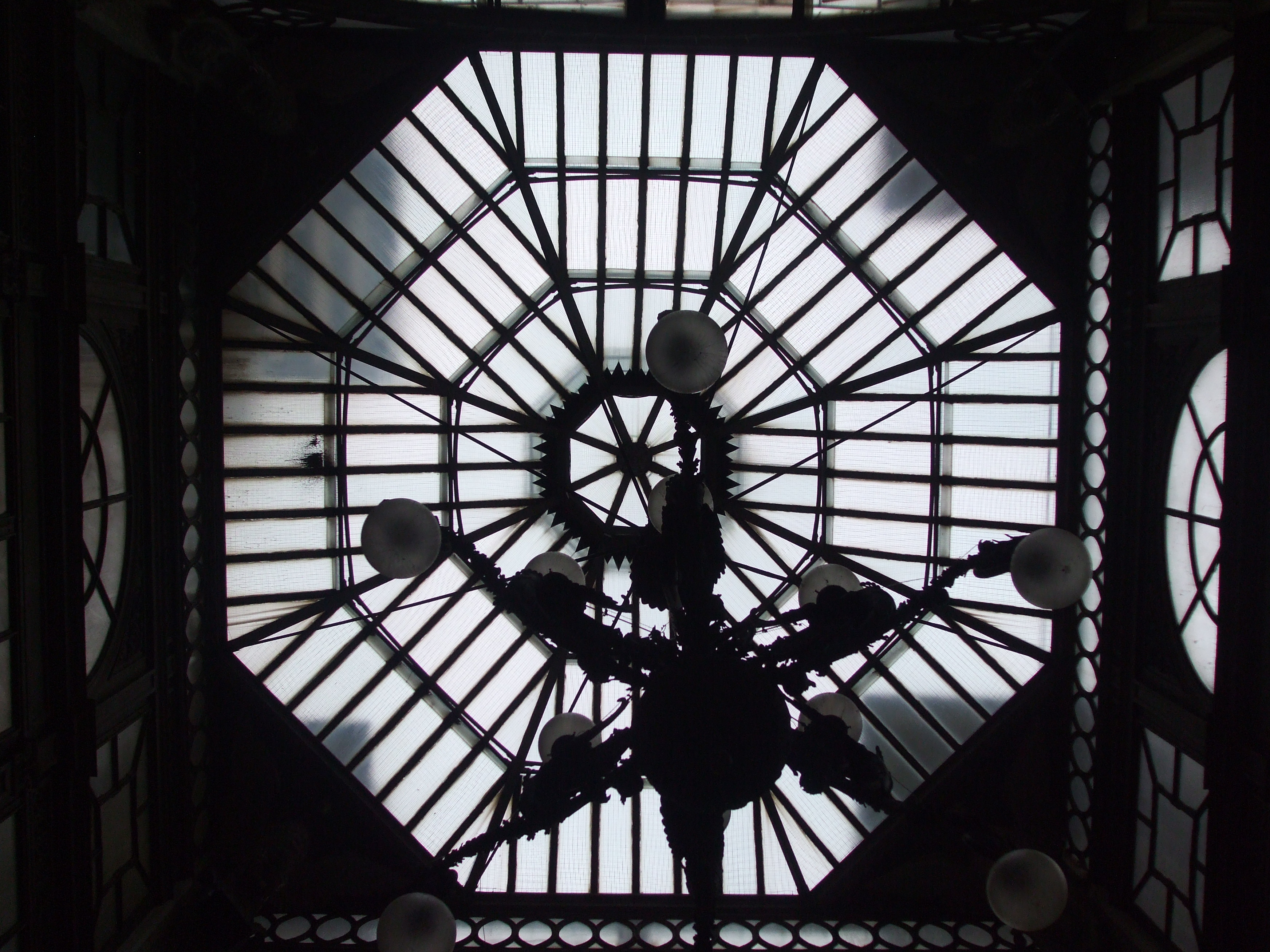
Le cupole vetrati facente parte della copertura di Galleria Mazzini

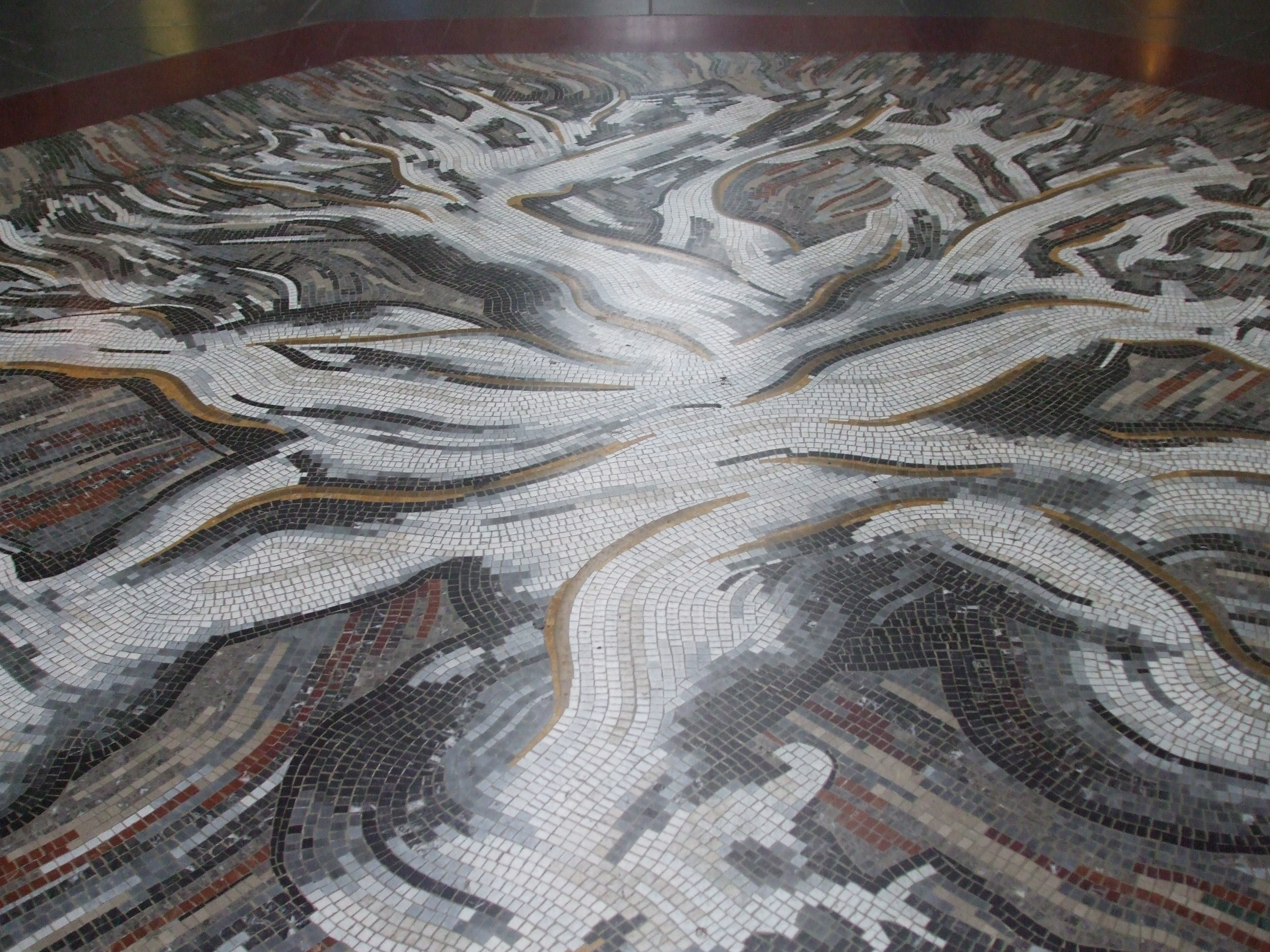
Mosaico di Galleria Mazzini

La Galleria fu costruita a seguito dell'apertura del secondo tratto di via Assarotti, arteria che fu realizzata in due tempi: un primo asse viario dal 1853 e un secondo successivamente, più a valle, corrispondente all'attuale via Roma.
Terminato il primo rettilineo di via Assarotti negli anni '50 dell'800, in attuazione del piano urbanistico del Barabino del 1825, lo si completava con una seconda via a valle che ne prolungava il rettifilo entrando nel cuore della città vecchia, terminando nella piazza San Domenico (nome mutato nei successivi anni '70 in Piazza De Ferrari).
Per eseguire questo secondo tratto di via Assarotti si sbancò parte della collina di Piccapietra. Inoltre, partendo alle spalle del Teatro Carlo Felice (il Teatro dell'Opera, progettato da Carlo Barabino e terminato nel 1828), subito sul retro di questo si demolirono: la chiesa e il convento di San Sebastiano, il conservatorio di San Giuseppe, l'oratorio di San Giacomo delle Fucine, quanto rimaneva del convento di San Domenico. I fratelli Bonino assunsero l'esecuzione dei lavori il 25 luglio 1871. Il progetto divenne definitivo nonostante i tentativi di deviare il percorso rettilineo con lo scopo di salvare l'antica chiesa di San Sebastiano (la proposta di salvare il complesso monumentale con una deviazione curvilinea della strada era patrocinata dal gruppo di artisti, architetti e restauratori cui facevano parte Maurizio Dufour e Alfredo d'Andrade). Oltre ai conventi fu demolito anche un tratto dell'acquedotto civico medioevale che, correndo sul percorso delle Mura del Barbarossa, attraversava la salita di Santa Caterina.
Sul fronte posteriore dei palazzi di questo secondo tratto di via Assarotti-via Roma si previde una seconda fila di palazzi con inframmezzata una sontuosa galleria di passaggio con una copertura vetrata: Galleria Mazzini. Con regio decreto del 26 luglio 1874 si proclamarono di pubblica utilità questi secondi lavori che portarono all'apertura della Galleria Mazzini. Quanto all'intitolazione, la si imponeva superando le contestazioni contrarie al nome dell'esule da parte del partito cattolico.
I lavori per la Galleria Mazzini iniziavano dunque il 26 luglio 1874 per terminare nel 1876 con la posa degli arredi di bronzo, fatti fondere a Berlino: sotto la cupola, i quattro Giano (Giano Bifronte, divinità antico romana simbolo di Genova) angolari di bronzo dorato, e sotto a questi i quattro lampadari in bronzo con lo stemma di Genova.

### Fra Ottocento e Novecento
La Genova del tempo visse l'inaugurazione come un grande avvenimento grazie alle vetrate scintillanti, ai lampadari in bronzo e alle grandi cupole in vetro attraverso le quali la galleria riceveva l'illuminazione naturale.
Considerata sfarzosa e lussuosa, Galleria Mazzini diventò luogo di ritrovo di intellettuali e personalità illustri nell'Ottocento, con i suoi locali ricercati ed eleganti.

### La riapertura del teatro Carlo Felice
Il vuoto lasciato dal Teatro Carlo Felice a seguito dei bombardamenti della seconda guerra mondiale e della demolizione per le fondazioni del nuovo Teatro, i cui tempi di progettazione si protrassero sino agli anni '80, oscurò per un periodo il ruolo di Galleria Mazzini. Il teatro venne ricostruito su progetto di Aldo Rossi e Ignazio Gardella nel 1992. La sua riapertura negli anni '90 diede nuova vitalità alla Galleria Mazzini.

### La ripavimentazione
All'inizio degli anni '90, in occasione del rinnovo degli edifici e degli angoli principali della città per Expo '92, il selciato della Galleria Mazzini fu rifatto, rimuovendo le originarie lastre di pietra degli anni '70 dell'800 e sostituendole con altre di cementi compressi di moderna composizione dalla superficie lucidata.
Le precedenti lastre vennero donate dall'allora sindaco di Genova Romano Merlo (sindaco dal 2 agosto 1990 al 3 dicembre 1992) al comune di Pontremoli, che le utilizzò per ripavimentare con pietre d'epoca le due piazze principali nel centro storico.
In occasione della riunione del G8 tenutasi a Genova nel 2001, la pavimentazione di Galleria Mazzini fu arricchita con l'inserimento, in coincidenza delle cupole vetrate, di quattro grandi mosaici ottagonali in marmo e ottone lucidati, realizzati dal maestro d'arte Lino Reduzzi su bozzetti di Francesco Somaini.

## Locali storici di Galleria Mazzini

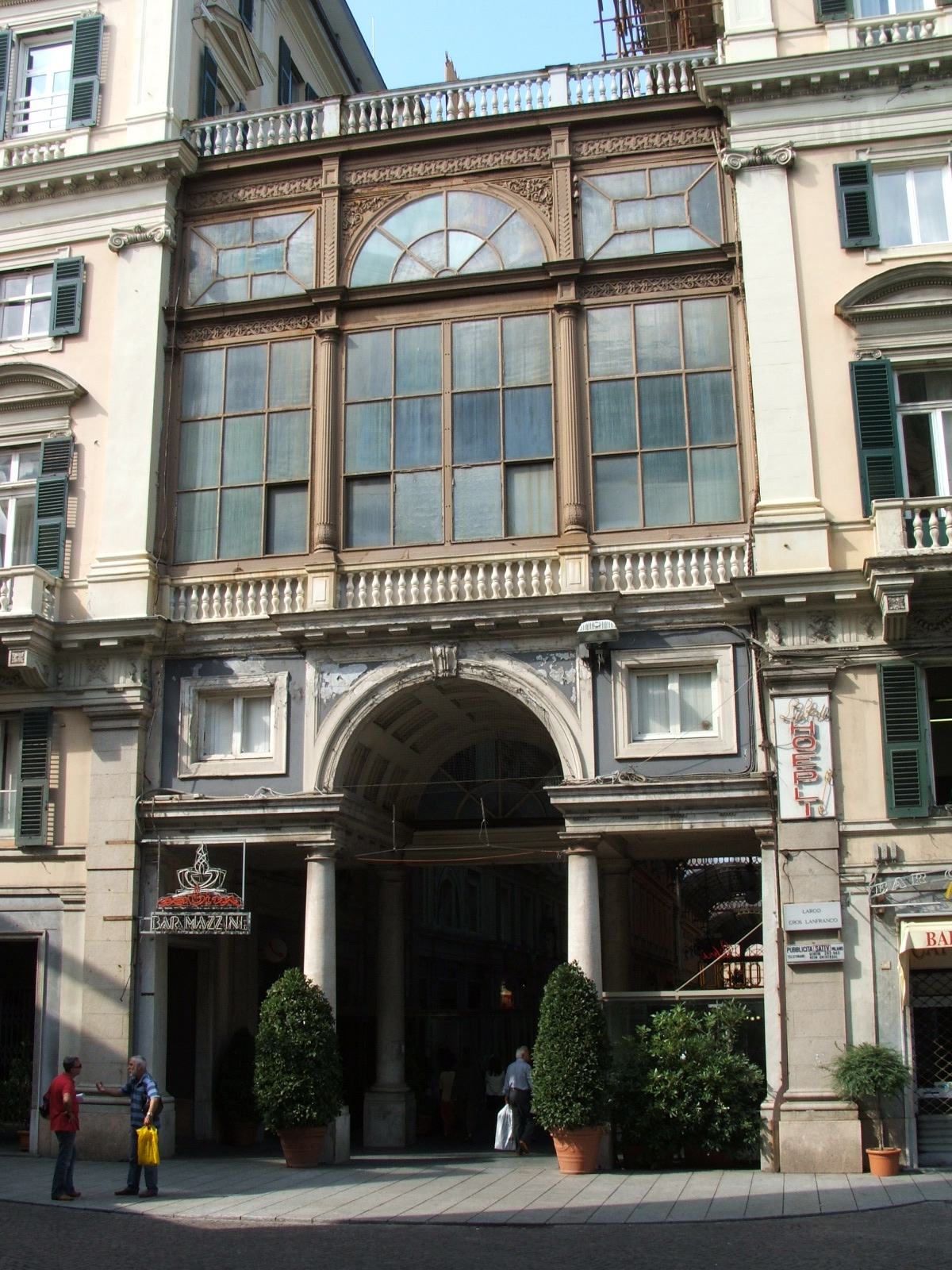
Galleria Mazzini, ingresso da via Roma

- Ristorante della Posta: gestito da Pippo Luce. Posto nel primo edificio dopo l'ingresso dal Carlo Felice, con mezzanino sopra al piano terra. Fu frequentato dagli artisti dei teatri dell'Opera (il Carlo Felice), Paganini, Alcazar, Verdi. Lo frequentarono Pietro Mascagni, Giacomo Puccini, Zacconi, Angelo Musco, Maria Maresca, Mimì Aguglia, quando erano di passaggio a Genova per le loro rappresentazioni. Accade qui un incidente con omicidio colposo nel 1903: il poeta Alessandro Giribaldi venne a contrasto con altri intellettuali di un tavolo vicino, nel parapiglia perse gli occhiali, e nella mischia diede una coltellata mortale ad un altro; assolto nel processo, nei dieci mesi passati in prigione compose i Canti del prigioniero.
- Birreria Zolezi: aperta nel 1877, in essa si tenevano concerti di musica melodica. Ospitò la prima orchestrina, proveniente da Vienna, ad essere formata da sole donne. Vi diedero i loro spettacoli Lina Cavalieri ed Elvira Donnarumma, chiamate su invito
- Caffè Bardi: frequentato dai repubblicani mazziniani storici, di cui racconta Ernesto Morando.
- Carlin Pescia, detto Pippo: frequentato dai giornalisti genovesi Pietro Guastavino, Luigi Becherucci, Luigi Dameri, Williy Diaz, Mario Maria Martini, Luigi Campolonghi, Camilla Bisi, Flavia Steno
- Il Semeria e il Viennese: qui si vendevano mazzolini di fiori da appuntare sulle vesti
- Caffè Roma: verso la fine dell'Ottocento e ai primi del Novecento era un importante salotto di Genova. Lo frequentarono Ceccardo Roccatagliata Ceccardi, lo scultore Messina, Salvatore Quasimodo da giovane, il marchese Ettore De Katt, Pipein Gamba (disegnatore, abitava al n° 3 di Galleria Mazzini), Ugo Nebbia, Jack La Bolina, il capitan Francesco Ansaldo; gli illustri repubblicani divenuti personaggi noti: Anton Giulio Barrili, Stefano Canzio (Garibaldino dei Mille, figlio di Michele Canzio, genero di Garibaldi), Gandolin (noto giornalista genovese), l'architetto Orlando Grasso (autore della tomba di Mazzini al cimitero monumentale di Staglieno e dei portici neogotici di via XX Settembre), il garibaldino Antonio Burlando (partecipe dell'Impresa dei Mille); i giornalisti: Giuseppe Canepa, Carlo Panseri, Mario Maria Martini, Pierangelo Baratono, Umberto Cavassa; i poeti: Montale, Sbarbaro, Gozzano, dallo scultore Bassano, da Giuseppe De Paoli.
- La libreria Moderna di Giovanni Ricci, frequentata da Edmondo De Amicis, Paolo Bourget, Orazio Raimondo, Salvator Gotta, Carlo Pastorino, Giovanni Monleone, Mario Malfettani, Giovanni Ansaldo, Arturo Salucci, Edoardo Firpo, Nicolò Bacigalupo. La libreria, uno dei principali ritrovi della scapigliatura locale, fu eletta a domicilio letterario da Ceccardo Roccatagliata Ceccardi, cui successe nel ruolo Federico Donaver. Qui nel 1898 nacque l'amicizia letteraria tra i giovani Alessandro Giribaldi e Alessandro Varaldo e Gian Pietro Lucini,  nell'ambito di una poetica simbolista di fine secolo. L'interesse per le novità condusse dalla letteratura al socialismo; Lerda conferì alla sua attività di casa editrice un indirizzo socialista. Testi editi furono pertanto anche quelli di Vandervelde, Kautsky, Marx, Valera, Salucci (di lui la Libreria Moderna pubblicò Il crepuscolo del socialismo (1910))
- La Galleria Mazzini è anche la sede della Giovine Orchestra Genovese (GOG), onlus che organizza, produce e promuove concerti di musica da camera, fondata nel 1912 da Padre Giovanni Semeria[4]. Dal 1991 la GOG ospita le sue esibizioni presso il Teatro Carlo Felice. Le sue stagioni concertistiche possono vantare nomi di spicco come Uto Ughi, Maurizio Pollini, Evgenij Kisin, Grigory Sokolov, Bruno Canino (che è stato Direttore Artistico dell'ente fra il 1986 e il 1995) e molti altri.